# Methylnaltrexon
Methylnaltrexon is een middel voor de behandeling van constipatie veroorzaakt door opioïden (aan morfine verwante pijnstillers) bij volwassenen die ernstig ziek zijn en palliatieve zorg krijgen. Het wordt voorgeschreven wanneer traditionele laxeermiddelen onvoldoende werkzaam zijn. Het wordt toegediend door middel van een injectie onder de huid.
Methylnaltrexon, in de vorm van het broomzout methylnaltrexonbromide (C21H26NO4Br), is de werkzame stof in het middel Relistor dat in 2008 in de handel werd gebracht. Relistor wordt gecommercialiseerd door Wyeth, dat het in samenwerking met Progenics Pharmaceuticals ontwikkelde.

## Werking
Constipatie is een van de neveneffecten van het gebruik van pijnstillers op basis van opioïden. Bij personen die een levensbedreigende ziekte hebben kan de constipatie verergerd worden door de betreffende ziekte of door andere factoren zoals hoge ouderdom, dehydratie, immobiliteit enz. De opioïden kunnen zich hechten aan bepaalde receptoren in de darmen (opiaatreceptoren); daardoor neemt de mobiliteit (beweeglijkheid) van de darm af, met constipatie als gevolg.
Methylnaltrexon is een antagonist van de zogenaamde μ-opiaatreceptor. Het blokkeert deze opiaatreceptor en vermindert zo de constipatie veroorzaakt door de opioïden. Omdat methylnaltrexon minder goed tot de hersenen kan doordringen, verstoort de stof het pijnstillend effect van de opioïden niet. Dit is in tegenstelling tot naltrexon, waarvan methylnaltrexon een derivaat is. Naltrexon is een opioïde-antagonist voor alle opiaatreceptoren, ook die in de hersenen.

## Toelating
In de Verenigde Staten gaf de U.S. Food and Drug Administration (FDA) op 25 april 2008 de toelating om Relistor op de markt te brengen.
De Europese Unie verleende op 2 juli 2008 de toelating om Relistor op de markt te brengen.